# Musikåret 1990

## Händelser

### Januari
- Januari – Grammisutdelningar detta år.

### Februari
- 4 – 250-årsminnet av Carl Michael Bellmans födelse uppmärksammas.[1]
- 21 – Milli Vanilli vinner en grammy för "Best New Artist".

### Mars
- 9 – Edin-Ådahls låt Som en vind vinner den svenska uttagningen till Eurovision Song Contest på Rondo i Göteborg.[2]
- 12 – 100-årsminnet av Evert Taubes födelse firas med artistmedverkanden i radio och TV, samt invigandet av statyn "Evert Taubes terrass" i Stockholm.[1]
- 24 – Sinead O'Connor ligger sju veckor på svenska Trackslistans förstaplats med Nothing Compares 2 U.[3]

### April
- 24 – Janet Jackson hedras med en stjärna vid Hollywood Walk of Fame[4]

### Maj
- 5 – Toto Cutugnos låt Insieme: 1992 vinner Eurovision Song Contest i Zagreb för Italien[5].

### Augusti
- 10 – Prince uppträder inför 10 000 i Scandinavium i Göteborg.[1]
- 11 – Prince uppträder inför 14 000 i Globen i Stockholm.[1]
- 15 – Brittiska rockgruppen The Verve genomför på Honeysuckle Pub i Wigan sin första spelning.[6]

### September
- September
  - Svenska dansbandet Lasse Stefanz låt "De sista ljuva åren" slår med 65 veckor (låten gick in på listan i februari 1989 men däremellan har man gjort två somamruppehåll)[7] nytt rekord för antalet veckor på Svensktoppen.[8]
  - Jönköpings konserthus invigs.[9]

### Oktober
- 9 – John Lennon hyllas på den dag som skulle varit hans 50-årsdag. Hans änka Yoko Ono talar från FN-högkvarteret i New York, som sänds i radio i 120 länder och kan höras i 120 länder. Som en röd tråd genom programmet går John Lennons sång Imagine.[1]

### November
- 27 – Årets stora skandal är när det avslöjas att de två medlemmarna i Milli Vanilli, Rob Pilatus och Fab Morvan, varken spelar eller sjunger en ton på sin egen Grammy-belönade skiva.

### December
- 1-2 – Konsert med Dramarama, The Havilinas, Chris Isaak, The Posies, Social Distortion, Soho och Trash Can Sinatras på KROQ Acoustic Christmas i Los Angeles, Kalifornien, USA.

### Okänt datum
- Folkmusik- och dansår utnämnt av RFoD och Kulturrådet.
- Dalida tilldelas postumt internationellt diploma av "International Star Registry" (USA), tre år efter sin död.[10][11]

## Priser och utmärkelser
- Atterbergpriset – Lars Edlund
- Birgit Nilsson-stipendiet – Hillevi Martinpelto
- Cornelis Vreeswijk-stipendiet – Monica Zetterlund[1]
- Fred Åkerström-stipendiet – Lena Willemark
- Hugo Alfvénpriset – Sven-Eric Johanson
- Jan Johansson-stipendiet – Lars Jansson
- Jenny Lind-stipendiet – Ann-Christine Göransson
- Johnny Bode-stipendiet – Niklas Strömstedt
- Jussi Björlingstipendiet – Nils Lindberg
- Medaljen för tonkonstens främjande – Madeleine Uggla, Claude Génetay och Folke Larsson
- Nordiska rådets musikpris – Gjennom Prisme för cello, orgel, orkester av Olav Anton Thommessen, Norge
- Norrbymedaljen – Robert Sund
- Rosenbergpriset – Lars Johan Werle
- Spelmannen – Kjell Alinge
- Svenska Dagbladets operapris – Göteborgsoperans scenverksamhet på studioscenen Lillan i Göteborg
- Ulla Billquist-stipendiet – Lisa Nilsson
- Årets körledare – Christian Ljunggren

### Grammisgalan
Grammisgalan delade ut följande priser i början av år 1991:
- Årets artist: Robert Broberg
- Årets kompositör: Anders Glenmark
- Årets nykomling: Magnus Johansson
- Årets textförfattare: Peter LeMarc
- Årets LP: Anders Glenmark Jag finns här för dig
- Årets låt: Tomas Ledin En del av mitt hjärta
- Årets kvinnliga pop/rockartist: Titiyo Titiyo
- Årets manliga pop/rockartist: Tomas Ledin Tillfälligheternas spel
- Årets rockgrupp: Freda Undan för undan
- Årets popgrupp: Pontus & Amerikanerna Via satellit
- Årets barn: Tomas Forssell Häjkån, mera bäjkån
- Årets dansband: Sven-Ingvars På begäran
- Årets folkmusik: Groupa Månskratt
- Årets instrumentalt: Fleshquartet Goodbye Sweden
- Årets jazz: Red Mitchell Declaration of Independence
- Årets musikvideo: Army of Lovers My Army of Lovers
- Årets producent: Kaj Erixon
- Juryns hederspris: Anders Burman, musiker och producent
- Juryns specialpris: Per Lindvall, musiker

## Årets album
Vänligen sortera soloartister på efternamn, musikgrupper på förstabokstaven (utan engelskans "The" och "A")
- 36 svenska klassiker 1980–1989

### A – G
- AC/DC – The Razor's Edge
- Elisabeth Andreasson – Elisabeth[12]
- Björn Afzelius – Tusen bitar
- Anthrax – Persistence of Time
- Bad Religion – Against the Grain
- Blind Guardian – Tales from the Twilight World
- The Breeders – Pod
- Charlatans – Some Friendly
- Eric Clapton – Journeyman
- Creeps – Blue Tomato
- Ice Cube – AmeriKKKa's Most Wanted
- Chris Isaak – Heart Shaped World
- Kikki Danielsson – På begäran
- Kikki Danielsson & Roosarna – På lugnare vatten
- Christos Dantis – Daktilika Apotipomata
- Depeche Mode – Violator
- Bruce Dickinson – Tattooed Millionaire
- Deicide – Deicide
- Devil Doll – Eliogabalus
- Digital Underground – Sex Packets
- Duran Duran – Liberty
- Bob Dylan – Under the Red Sky
- Edie Brickell & New Bohemians – Ghost of a Dog
- EMF – Schubert Dip
- EPMD – Business As Usual
- Green Day – 1,039/Smoothed Out Slappy Hour
- Fugazi – 13 Songs
- Fugazi – Repeater
- Front Line Assembly – Caustic Grip
- Jan Garbarek – I Took Up the Runes
- Goo Goo Dolls – Hold Me Up

### H – R
- Hansson de Wolfe United – Minnenas Sorl 1979-1986
- Happy Mondays – Pills 'n' Thrills and Bellyaches
- Ann-Kristin Hedmark – Kom, vad väntar du på
- Toni Holgersson – Louise och kärleken
- Whitney Houston – I'm Your Baby Tonight
- Ice Cube – AmeriKKKa's Most Wanted (debutalbm)
- Iced Earth – Iced Earth
- Billy Idol – Charmed Life
- Iggy Pop – Brick By Brick
- INXS – X
- Iron Maiden – No Prayer for the Dying
- Jane's Addiction – Ritual de lo Habitual
- Keith Jarrett – Paris Concert
- Keith Jarrett – Tribute
- Magnus Johansson – Magnus Johansson
- Jon Bon Jovi – Blaze of Glory
- Björn J:son Lindh, Janne Schaffer och Gunnar Idenstam - Tid Brusa
- Judas Priest – Painkiller
- The Judds – Love Can Build a Bridge
- Kayo – Kayo (debutalbum)
- KMFDM – Naïve
- Kyuss – Sons of Kyuss (debut)
- Lotta & Anders Engbergs orkester – En gång till[13]
- Sofia Källgren – Handen på hjärtat (debut)
- Sofia Källgren – Julen är kommen
- Led Zeppelin  – Led Zeppelin Box Set
- Tomas Ledin – Tillfälligheternas spel
- Living Colour – Time's Up
- Madonna – The Immaculate Collection
- Midnight Oil – Blue Sky Mining
- Megadeth – Rust in Peace
- Kylie Minogue – Rhythm of Love
- The Monkees – Missing Links Volume 2
- Gary Moore – Still Got the Blues
- Morrissey – Bona Drag
- Mother Love Bone – Apple
- Mother Love Bone – Stardog Champion
- Peter Murphy – Deep
- Nick Cave & The Bad Seeds – The Good Son
- Nitzer Ebb – Showtime
- No Use for a Name – Incognito
- No Use for a Name – Let 'em Out
- Sinead O'Connor – I Do Not Want What I Haven't Got
- Pantera - Cowboys From Hell
- Pape Dee – (debutalbum)
- Pet Shop Boys – Behaviour
- Pixies – Bossanova
- Pontus & Amerikanerna – Via satellit
- Primus (musikgrupp) – Frizzle Fry
- Prong – Beg to Differ
- Public Enemy – Fear of a Black Planet
- Lou Reed och John Cale – Songs for Drella
- Rush – Chronicles

### S – Ö
- Paul Simon – The Rhythm of the Saints
- The Sisters of Mercy – Vision Thing
- Slayer - Seasons In The Abyss
- Social Distortion – Social Distortion
- Strebers – I fädrens spår
- The Soup Dragons – Lovegod
- Sven-Ingvars – På begäran
- Niklas Strömstedt – Om
- Tears for Fears – Sowing the Seeds of Love
- Temple of the Dog – Temple of the Dog (debutalbum)
- Titiyo – Titiyo (debutalbum)
- Trio Lligo – Bulldozerballader
- Uncle Tupelo – No Depression
- Anna Vissi – Eimai
- Neil Young & Crazy Horse – Ragged Glory

## Årets singlar och hitlåtar
Vänligen sortera soloartister på efternamn, musikgrupper på förstabokstaven (utan engelskans "The" och "A")
- Adamski – Killer
- Ainbusk Singers – Lassie
- Army of Lovers – "My Army of Lovers"
- Elisabeth Andreassen – Kvinna för dig
- The B-52's – Love Shack
- Bell Biv DeVoe – Poison
- Black Jack – Inget stoppar oss nu
- Michael Bolton – How Can We Be Lovers
- Michael Bolton – How Am I Supposed to Live Without You
- Candy Flip – Strawberry Fields Forever
- Carola Søgaard – Mitt i ett äventyr
- Creeps – Ooh I Like It
- Deee-Lite – Groove is in the Heart
- Depeche Mode – Policy of Truth
- Kikki Danielsson & Roosarna – Ge mig sol, ge mig hav
- Dr. Alban – No Coke
- EMF – Unbelievable
- Lotta & Anders Engbergs orkester – En gång till
- Lotta & Anders Engbergs orkester – Tusen vackra bilder
- Enigma – Sadeness (Part I)
- Loa Falkman – Symfonin
- Johnny Gill – Rub You the Right Way
- Anders Glenmark – Hon har blommor i sitt hår
- Anders Glenmark – Hon sa
- Zemya Hamilton – Min arm omkring din hals
- Whitney Houston – I'm Your Baby Tonight
- Iron Maiden – Bring Your Daughter . . To The Slaughter
- Janet Jackson – Escapade
- Magnus Johansson – Vakna nu, Anneli
- Holly Johnson – Where Has Love Gone
- Jon Bon Jovi – Blaze of Glory
- The Judds – Love Can Build a Bridge
- Sofia Källgren – Handen på hjärtat
- Leila K – Got to Get
- Lili & Susie – What's the Colour of Love
- Londonbeat – I've Been Thinking About You
- Nick Kamen – I Promised Myself
- Tomas Ledin – En del av mitt hjärta
- Bette Midler – From a Distance
- George Michael – Freedom! '90
- Kylie Minogue – Better the Devil You Know
- Alannah Myles – Black Velvet
- Madonna – Vogue
- Jane Child – Don't Wanna Fall in Love
- MC Hammer – U Can't Touch This
- Gary Moore – Still got the Blues (For You)
- Sinead O'Connor – Nothing Compares 2 U
- Dolly Parton – Time for Me to Fly, White Limozeen
- Pet Shop Boys – So Hard
- Pet Shop Boys – Being Boring
- Pontus & Amerikanerna – Min bror och jag
- Smokey Robinson – Everything You Touch
- Rob 'n' Raz och Leila K – Rok the Nation
- Roxette – It Must Have Been Love (ny version)[14]
- Izabella Scorupco – Substitute
- Skid Row – I Remember You
- Soul II Soul – Get a Life
- Strebers – Och kråkan
- The Soup Dragons – I'm Free
- Niklas Strömstedt – Om
- Lisa Stansfield – All Around the World
- Svullo och Electric Boys – För fet
- Seal – Crazy
- Skyy – Real Love
- Tears for Fears – Advice for the Young at Heart
- The Temptations – Special
- Titiyo – Flowers
- Today – Why You Get Funky on Me
- Troll – Jimmy Dean

## Sverigetopplistan1990
| Datum                 | Låttitel                     | Artist/grupp      | Bakgrund       |
| --------------------- | ---------------------------- | ----------------- | -------------- |
| 7 februari 1990 (2v)  | Jimmy Dean                   | Troll             | Sverige        |
| 21 februari 1990 (8v) | Nothing Compares 2 U         | Sinéad O'Connor   | Irland         |
| 25 april 1990 (4v)    | Vogue                        | Madonna           | USA            |
| 23 maj 1990 (4v)      | Black Velvet                 | Alannah Myles     | Kanada         |
| 20 juni 1990 (2v)     | Om                           | Niklas Strömstedt | Sverige        |
| 4 juli 1990 (6v)      | I Promised Myself            | Nick Kamen        | Storbritannien |
| 29 augusti 1990 (6v)  | U Can't Touch This           | MC Hammer         | USA            |
| 10 oktober 1990 (6v)  | I've Been Thinking About You | Londonbeat        | Storbritannien |
| 21 november 1990 (4v) | No Coke                      | Dr. Alban         | Sverige        |
| 19 december 1990 (2v) | Lassie                       | Ainbusk Singers   | Sverige        |

## Födda
- 13 april – Linus Svenning, svensk sångare.
- 27 april – Robin Bengtsson, svensk musiker.
- 29 oktober – Eric Saade, svensk sångare.
- 14 november – Jessie Jacobs, australisk skådespelare och sångare.
- 30 november – Hannah Richings, brittisk musiker, medlem i S Club 8.
- 19 mars - Daniel Awad, svensk-libanesisk sångare.

## Avlidna
- 2 januari – Nils Kyndel, 84, svensk kompositör och musikarrangör.
- 23 januari – Allen Collins, 37, amerikansk musiker, gitarrist i Lynyrd Skynyrd.
- 19 januari – Mel Appleby, 53, brittisk musiker, medlem i Mel & Kim, död i cancer.
- 9 februari – Del Shannon, 51, amerikansk sångare.[1]
- 11 februari – Tor Bergner, 76, svensk viskompositör och trubadur.[1]
- 17 februari – Eric Stolpe, 70, svensk skådespelare, revyartist, textförfattare, sångare och journalist.
- 27 februari – Arthur Österwall, 79, svensk orkesterledare, kompositör, vokalist och musiker (kontrabas).
- 24 februari – Johnnie Ray, 73, amerikansk sångare och kompositör.[1]
- 19 mars – Andrew Wood, 26, sångare i Mother Love Bone.
- 3 april – Sarah Vaughan, 66, amerikansk jazzsångare.
- 17 april – Sigvard Törnqvist, 78, svensk ryttare och kompositör.
- 25 april – Dexter Gordon, 67, amerikansk jazz-tenorsaxofonist.[1]
- 16 maj – Sammy Davis Jr, 64, amerikansk entertainer.
- 18 maj – Eje Thelin, 51, svensk jazztrombonist och kompositör.
- 6 juni – Nils Larsson, "Banjo-Lasse", 87, svensk gitarrist och banjospelare.[1]
- 27 augusti – Stevie Ray Vaughan, 35, amerikansk bluesgitarrist.
- 11 september – Julius Jacobsen, 75, dansk-svensk kompositör, musikarrangör och musiker (pianist).
- 18 september – Claude Loyola Allgén, 70, svensk kompositör.
- 25 september – Wilfred Burns, br73, ittisk kompositör som bland annat komponerat svensk filmmusik.
- 14 oktober – Leonard Bernstein, 72, amerikansk tonsättare och dirigent.[1]
- 14 oktober – Carin Swensson, 85, svensk skådespelare och sångare.
- 16 oktober – Art Blakey, 71, amerikansk jazztrummis.[1]
- 27 oktober – Xavier Cugat, 90, spansk-kubansk-amerikansk violinist och orkesterledare.
- 2 december – Aaron Copland, 90, amerikansk kompositör.